# 滿洲飛行機製造

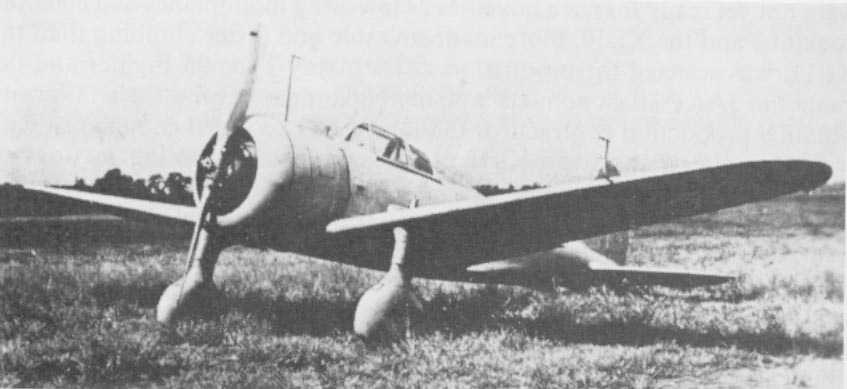
九七式戰鬥機是滿洲飛行機製造大量生產的飛機

滿洲飛行機製造株式會社，简称满飞，是存在於1938年至1945年間，隨大日本帝國接受《波茨坦宣言》而關停的滿洲國飛機製造公司、国策会社。该公司生產軍用機和飛機部件。

## 歷史
滿洲飛行機製造设立于1938年6月20日，业务范围为飞机的制造、修理、贩售:311，其前身是满洲航空的飞机制造、修理部门:26，设立资本金1千万满洲国圆。满洲飞行机制造是满洲重工业开发的全资子公司。:318,319
滿洲飛行機製造在1941年至1945年間，總計生產了2196架飛機機体，位列日本飛機公司第8，其中有798架戰鬥機；生產了2168架飛機引擎，位列日本飛機公司第6。除此之外，還負責修理駐留在滿洲的滿洲國軍飛行隊和帝國陸軍飛行戰隊的飛機。
满洲飞行机制造自创始时至1944年秋，其生产部门位于奉天；1944年秋，奉天工厂遭受空袭，损害甚大，此后将部分生产部门迁移至哈尔滨、公主岭。:1000

### 與瀋飛的關係
第二次世界大戰末期蘇聯侵入滿洲後，蘇聯陸軍接管了滿洲飛行機製造的工廠和生產機器，雖然日蘇二戰大部分期間沒有交惡貿易如常，但蘇方以戰後賠償的環節爲名，藉口將大量加工母機偷偷拆回蘇聯。而中華人民共和國拿到時已經空空如也，不過一些本國骨幹到了哈爾濱原址後，再建了哈爾濱飛機製造公司，在瀋陽（奉天）工廠再建了瀋陽飛機工業集團的前身。

## 許可生產
滿洲飛行機製造在同日本飛機產業許可生產的協議下，製造以下飛機。
川崎
- 九五式戰鬥機——戰鬥機。盟军代号（英语：World War II Allied names for Japanese aircraft）「佩里」（Perry）
- 九八式輕轟炸機——輕轟炸機。盟军代号「瑪麗」（Mary）
- 二式複座戰鬥機「屠龍」——雙發戰鬥機。盟军代号「尼克」（Nick）
- 三式戰鬥機「飛燕」——盟军代号「托尼」（Tony）
- 八八式偵察機——輕轟炸機、偵察機（KDA-2）

三菱
- 九七式司令部偵察機——偵察機。盟军代号「芭布丝」（Babs）
- 九七式輕轟炸機——輕戰鬥機。盟军代号「安」（Ann）
- 一〇〇式司令部偵察機——偵察機。盟军代号「黛娜」（Dinah）

中島
- 九七式戰鬥機——輕戰鬥機。盟军代号「纳特」（Nate）
- 九七式运输机——運輸機。盟军代号「托拉」（Thora）
- 一式戰鬥機「隼」——戰鬥機。盟军代号「奧斯卡」（Oscar）
- 二式單座戰鬥機「鍾馗」——戰鬥機。盟军代号「東條」（Tojo）
- 四式戰鬥機「疾風」——戰鬥機。盟军代号「法蘭克」（Frank）
- Ki-116——四式戰鬥機在滿洲的轉換生產型
- 九一式戰鬥機——戰鬥機（NC）

立川
- 九五式一型练习机——中级教練機。盟军代号「斯普鲁斯」（Spruce）
- 一式双发高级练习机——高级教練機。盟军代号「希科里」（Hickory）
- 九九式高等练习机——高级教練機。盟军代号「艾达」（Ida）

## 獨立設計
滿洲飛行機製造獨立設計以下飛機。
- MT-1——運輸機、旅客機
- Ki-65——計畫爲截击机，開發中止
- Ki-71——計畫爲九九式襲擊機改良型，開發中止。盟军代号「埃德娜」（Edna）
- Ki-79——九七式戰鬥機的高级教練機型
- Ki-98——計畫爲双尾撑布局高空截击机，開發中止

這些獨立設計的飛機中大量生產的是Ki-79二式高级練習機。

## 外部連結
- Pacific War Online Encyclopedia （页面存档备份，存于）